# Melinopterus consentaneus
Melinopterus consentaneus är en skalbaggsart som beskrevs av Leconte 1850. Melinopterus consentaneus ingår i släktet Melinopterus och familjen Aphodiidae. Inga underarter finns listade i Catalogue of Life.